# Sparkling Daydream
Sparkling Daydream是ZAQ创作的首支单曲，由 Lantis 于 2012 年 10 月 24 日发行。
它发行了两个版本，分别是限量首发版（LACM-34012）和标准版（LACM-14012），其中限量首发版附带有一张 DVD，内有主打歌的音乐视频。

## 收录内容

### CD
- 全曲、作詞・作曲・編曲：ZAQ

1. Sparkling Daydream [4:09]
  - 电视动画《中二病也要谈恋爱！》的片头主题曲。应负责制作该动画的京都动画的要求，该曲被创作成一首易于传唱的动感旋律歌曲[6]。2019年3月1日，在索尼音乐娱乐举办的动画歌曲人气票选活动"平成动画歌曲大赏"中，该曲荣获作曲奖（2010年-2019年）[7]。
2. モノクロームモンスター [3:33]
  - 制作由打字完成[6]。
3. INSIDE IDENTITY [4:22]
  - 这是Black Raison d'être为同部动画片尾曲创作的自翻版摇滚风格曲目。创作时以全体成员现场演出场景为想象蓝本，应制作团队要求融入中学时期流行的曲风。在参考了同时代喜爱的MONGOL800、GOING STEADY、GO!GO!7188等乐队的音乐风格后，最终确定以摇滚风格呈现[6]。
4. Sparkling Daydream（off vocal）

### 限量首发版附带DVD
1. Sparkling Daydream（Music Clip）

## 乐团
Black Raison d'être
《中二病也要谈恋爱！恋》的人物歌曲迷你专辑《輝きの幻夢舞台》的M1。
Pastel*Palettes
游戏《バンドリ! ガールズバンドパーティ!》包含歌曲（2022 年 3 月 18 日添加）。同年 12 月 14 日发布了《バンドリ！ ガールズバンドパーティ！ カバーコレクション Vol.7》，这是首次录制成 CD。
Happy Around!
游戏《D4DJ Groovy Mix》中的歌曲（2022 年 9 月 4 日添加），首次收录在《D4DJ Groovy Mix Cover Tracks》第 8 卷 CD 中，2023 年 7 月 12 日发行。